# Volha Khudzenka
Volha Sergeyevna Khudzenka (em bielorrusso:  Ольга Сергеевна Худенко; Gomel, 12 de maio de 1992) é uma canoísta de velocidade bielorrussa na modalidade de canoagem.

## Carreira
Foi vencedora da medalha de bronze em K-4 500 m em Londres 2012, junto com as suas colegas de equipa Irina Pomelova, Nadezhda Popok, Marina Poltoran.